# Ден Бруєтт
Денні Рей Бруєтт (англ. Danny «Dan» Ray Brouillette; нар. 18 серпня 1962 у Пейнкортвілл, штату Луїзіана) — американський політик, член Республіканської партії, міністр енергетики США (з 1 грудня 2019 року).

## Життєпис
Народився 18 серпня 1962 року у містечку Пейнткорвілл в штаті Луїзіана, США. Закінчив університет Меріленду. Служив в американській армії.
У 1989—1997 — юридичний директор в офісі конгресмена-республіканця Вільяма «Біллі» Таузина.
У 1997—2000 — старший віцепрезидент компанії R. Duffy Wall & Associates.
У 2001—2003 — заступник міністра енергетики США, відповідав за взаємини відомства із Конгресом США
2003—2004 — керівник офісу конгресмена Таузина та апарату комітету з питань енергетики Палати представників Конгресу США
У 2004 році повертається у приватний бізнес: 2004—2006 — віце-президент Ford Motor Company, 2006—2017 — старший віцепрезидент фінансової групи United Services Automobile Association.
3 квітня 2017 року президент США Дональд Трамп вніс кандидатуру Бруєтта на посаду заступника міністра енергетики США, 3 серпня 2017 року Сенат США затверджує його на посаді.
18 жовтня 2019 року Білий дім офіційно повідомив, що Бруєтта пропонують як заміну Ріку Перрі на посаді міністра енергетики США, 7 листопада 2019 року надіслано подання до Сенату.
12 грудня 2019 року Сенат США затвердив Бруєтта на посаді міністра енергетики США (70 голосів за, 15 проти).

## Позиція щодо України
14 листопада 2019 року під час сенатських слухань щодо затвердження його кандидатури повідомив, що не відіграв жодної ролі у контактах американської адміністрації з Україною щодо розслідування проти сина Джо Байдена Гантера та компанії «Бурисма». «Розслідування, яке здійснює Палата представників, ніяк не пов'язане зі мною», — заявив Бруєтт, та пояснив, що сконцентрований виключено на питаннях енергетики. Зокрема, спробах знайти альтернативи російському проекту газогону «Північний потік-2».

## Особисте життя
Одружений з 1989, має разом із дружиною Адрієнною дев'ятьох дітей.